# Ouratea confertiflora
Ouratea confertiflora är en tvåhjärtbladig växtart som först beskrevs av Johann Baptist Emanuel Pohl, och fick sitt nu gällande namn av Adolf Engler. Ouratea confertiflora ingår i släktet Ouratea och familjen Ochnaceae. Inga underarter finns listade i Catalogue of Life.

## Bildgalleri

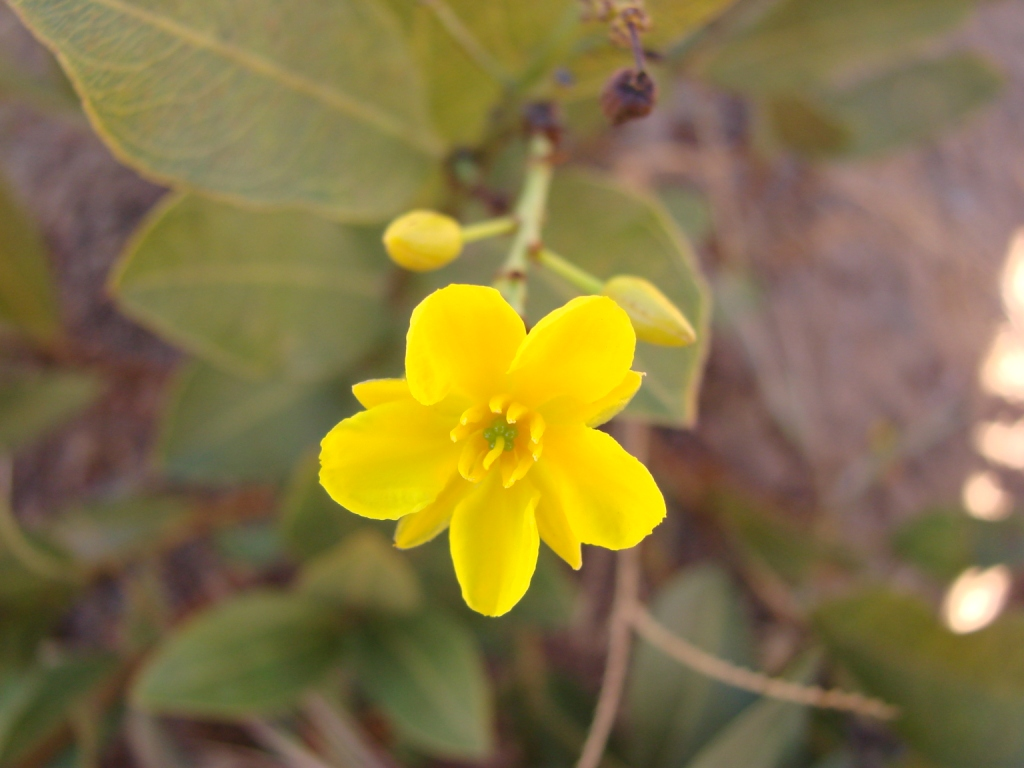